# Arthroleptis pyrrhoscelis
Arthroleptis pyrrhoscelis (Laurent, 1952) è un anfibio anuro, appartenente alla famiglia degli Artroleptidi.

## Distribuzione e habitat
Si trova nelle praterie Montane della provincia del Kivu Sud (monti Itombwe e Kabobo), Repubblica Democratica del Congo.